# Brélévenez
Brélévenez (en breton Berlevenez) est une ancienne commune, devenue depuis 1961 quartier de Lannion dans le Trégor. Autrefois, les deux communes étaient séparées par le ruisseau Stanco. Sa célèbre église, à laquelle on accède par un escalier de 142 marches, est attribuée aux templiers. Elle sert aussi de logo à la ville.

## Histoire
Brélévenez est composé des deux mots celtiques « bre levenez », dont la signification littérale est « mont joie » ou « montagne de la joie ».
Principalement résidentiel depuis la fin du vingtième siècle, ce quartier autrefois rural a fourni à Lannion une part considérable de la surface nécessaire à l'implantation du CNET dans les années 1960. En 1961, la fusion des deux communes est actée, malgré les réticences d'Ernest Laurent, le maire de l'époque, à la suite d'une consultation populaire. En 1962, « l'ultime moisson de blé est récoltée à Ker-Uhel » où s’élèvera la ZUP.

### LeXXesiècle

#### Première Guerre mondiale
Le monument aux morts de Brélévenez fait état de 65 soldats morts pour la Patrie, dont 7 disparus en mer.

#### Seconde Guerre mondiale
Le monument aux morts porte les noms de 16 soldats morts pour la Patrie, dont 1 disparu en mer.

## Politique et administration
| Période | Période      | Identité                              | Étiquette | Qualité |
| ------- | ------------ | ------------------------------------- | --------- | --- |
| 1799    | 1807 (décès) | Jacques Lojou (1750-1807)             |           | |
| 1808    | 1815         | Yves Meudic (1759-1825)               |           | |
| 1815    | 1831         | Louis Le Morvan                       |           | |
| 1831    | 1838         | François Le Huërou                    |           | |
| 1839    | 1848         | François Meudic (1799-1886)           |           | Fils du maire Yves Meudic |
| 1848    | 1893 (décès) | Jean Salaün (1818-1893)               |           | |
| 1894    | 1895         | François Barzic                       |           | |
| 1895    | 1900 (décès) | Émile Salaün (1843-1900)              |           | Propriétaire, cultivateur Fils du maire Jean Salaün                                                                                                 |
| 1900    | 1915 (décès) | Yves Salaün (1849-1915)               |           | Propriétaire, cultivateur Frère du précédent maire Émile Salaün                                                                                     |
| 1919    | 1925         | Pierre Barzic                         |           | Adjoint faisant fonction de maire de 1915 à 1919 |
| 1925    | 1929         | Joseph Montréer                       |           | |
| 1929    | 1935         | Louis Le Vot                          |           | |
| 1935    | 1945         | Joseph Montréer                       |           | |
| 1945    | 1953         | Ernest Laurent, (1898-1977)           | SFIO      | Cultivateur Conseiller municipal (1929 → 1940 puis 1953 → 1959)                                                                                     |
| 1953    | 1959         | Baron Édouard Hainguerlot (1896-1967) | DVD       | Officier de la Marine Conseiller général du canton de Lannion (1951 → 1964) Officier de la Légion d'Honneur, croix de guerre 1914-1918 et 1939-1945 |
| 1959    | 1961         | Ernest Laurent, (1898-1977)           | SFIO      | Cultivateur Conseiller municipal (1929 → 1940 puis 1953 → 1959) Adjoint spécial de la ville de Lannion (1961 → 1977)                                |
| 1961    | 1961         | Edmond Guillou                        | SFIO      | Fut maire quelques jours avant la fusion avec Lannion à la suite de la démission tactique du précédent                                              |

Lors de la fusion des 5 communes pour former le "Grand Lannion" la commune de Brélévenez obtint 3 sièges : le maire et les deux élus ayant obtenu le plus de voix lors des élections de 1959. Cela aurait dû permettre à Édouard Hainguerlot, ancien maire de Brélévenez et actuel Conseiller Général du canton de Lannion d'obtenir le 3e siège et de proposer sa candidature pour espérer devenir maire de Lannion.
Ernest Laurent qui venait de ravir la mairie à ce dernier et était arrivé premier en 1959 n'avait pas besoin d'être maire pour siéger au nouveau conseil de Lannion : il démissionna donc quelques jours avant la parution de l'arrêté de fusion et fit élire maire Edmond Guillou pour s'assurer que les 3 sièges de Brélévenez reviennent à sa liste SFIO.
La liste d'Édouard Hainguerlot démissionna en bloc ce qui n'empêcha pas le Conseil Municipal de se réunir avec le quorum requis et d'élire le nouveau maire.

## Démographie
| 1911  | 1921  | 1926  | 1931  | 1936  | 1946  | 1954  |
| ----- | ----- | ----- | ----- | ----- | ----- | ----- |
| 1 544 | 1 468 | 1 446 | 1 396 | 1 344 | 1 219 | 1 099 |

## Tableaux

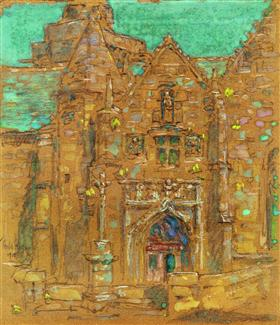
Childe Hassam : Brélévenez (1910).

## Lieux et monuments
- Église de la Trinité de Brélévenez[8] (XIIe – XIXe siècle), classée Monument historique en 1909[9]. L'église est un magnifique témoin de l'architecture de transition entre l'art roman et l'art gothique[10]. Elle est construite en haut de la colline du Crec'h Tanet ("la colline du feu") dominant la ville. On y accède par un escalier de 142 marches, bordé de maisons d'un côté.

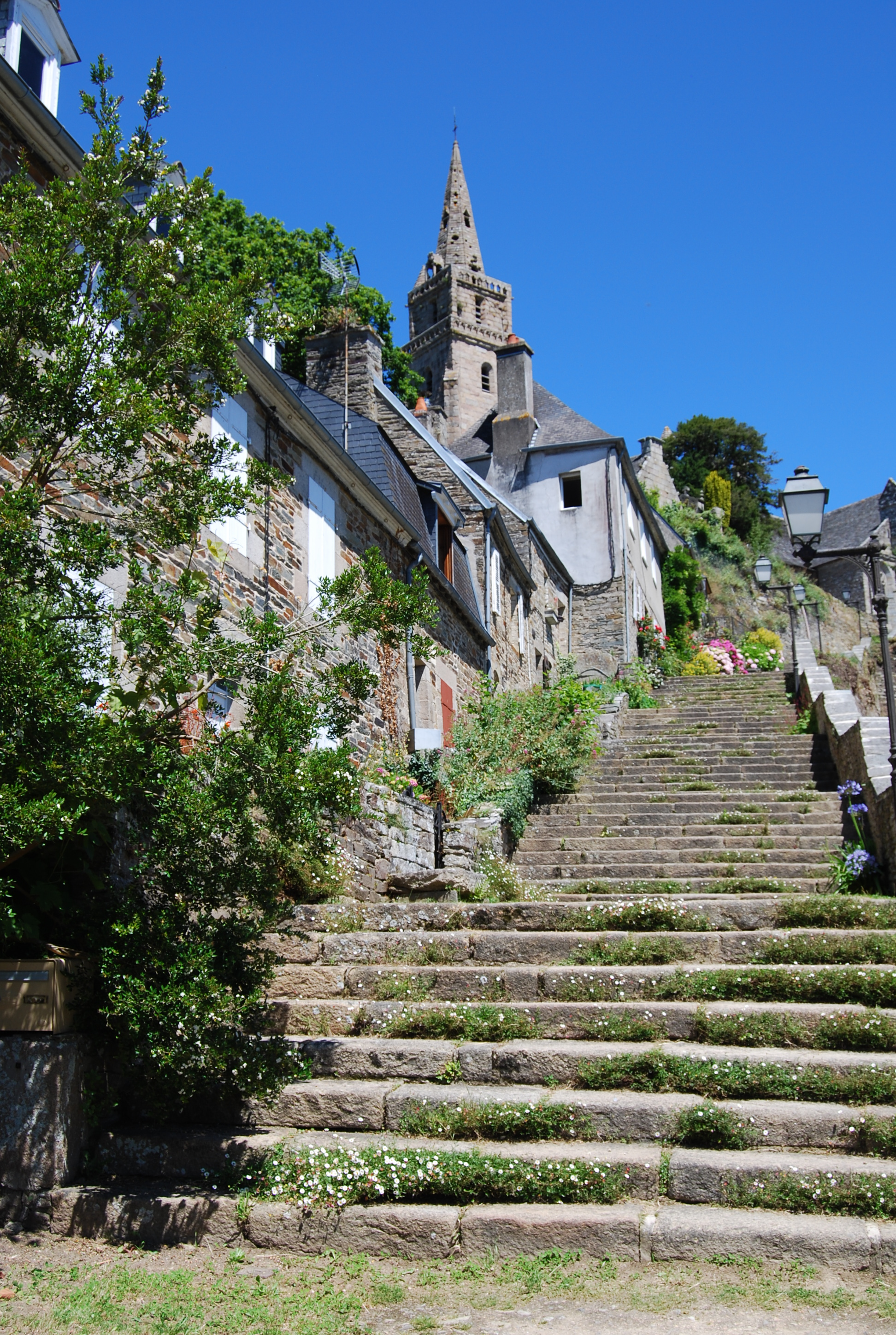
La montée vers l'église.
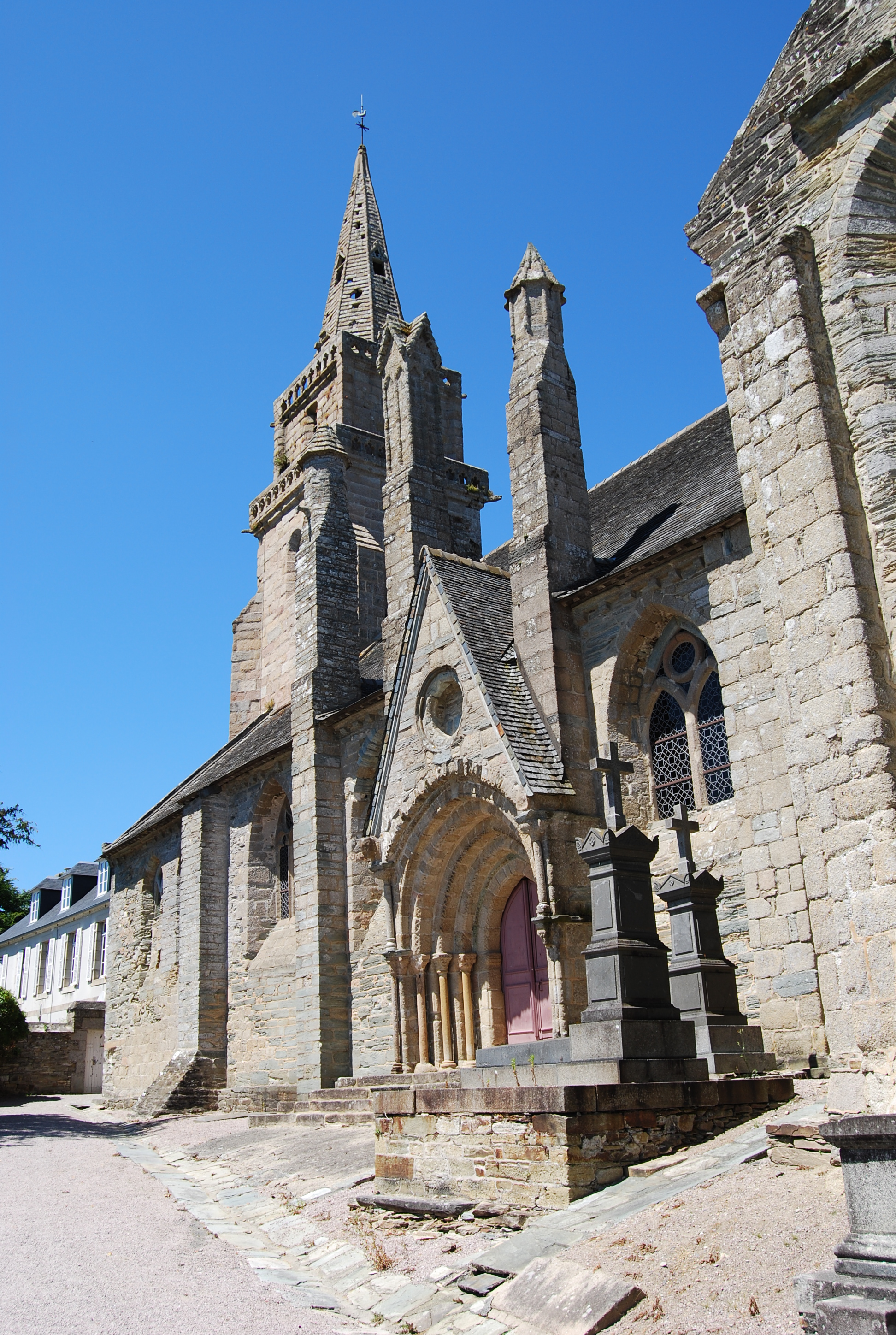
Le porche sud et le clocher.
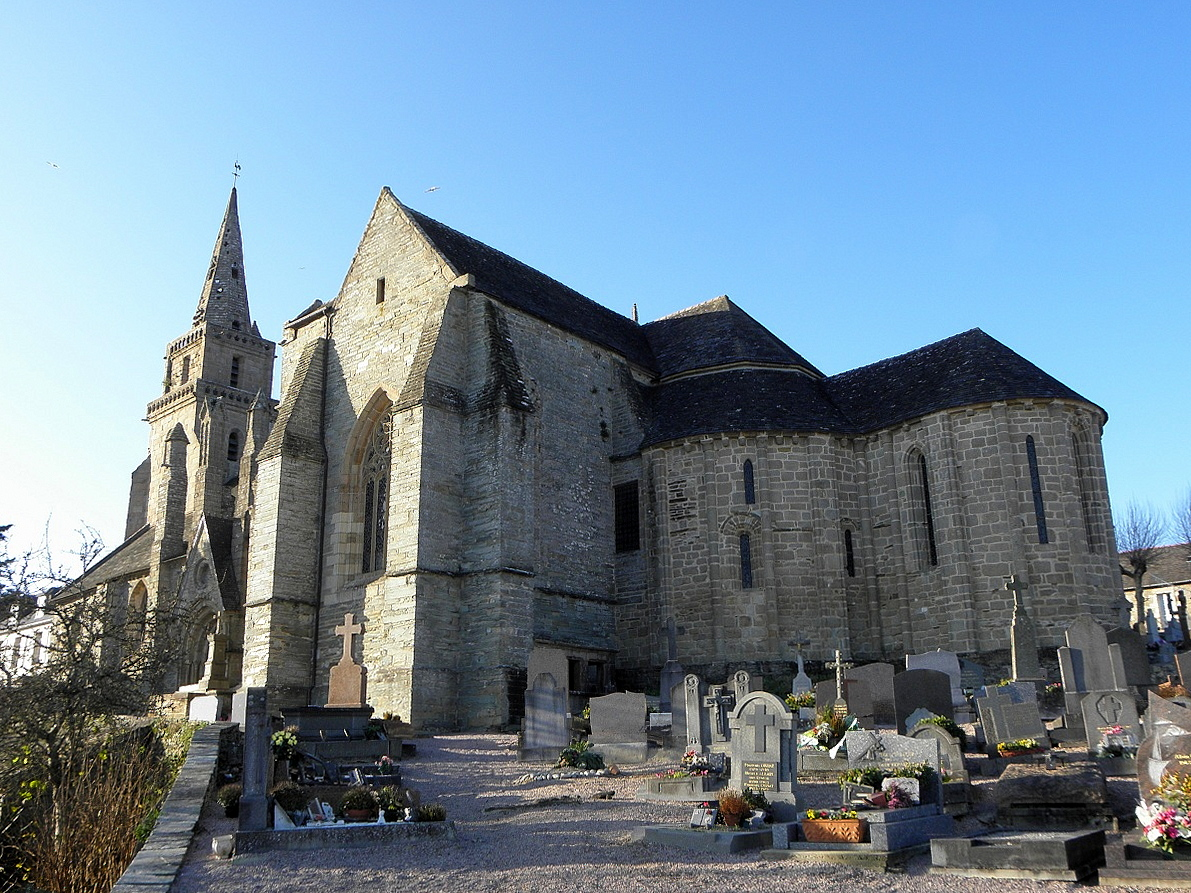
Le transept sud et le chevet.
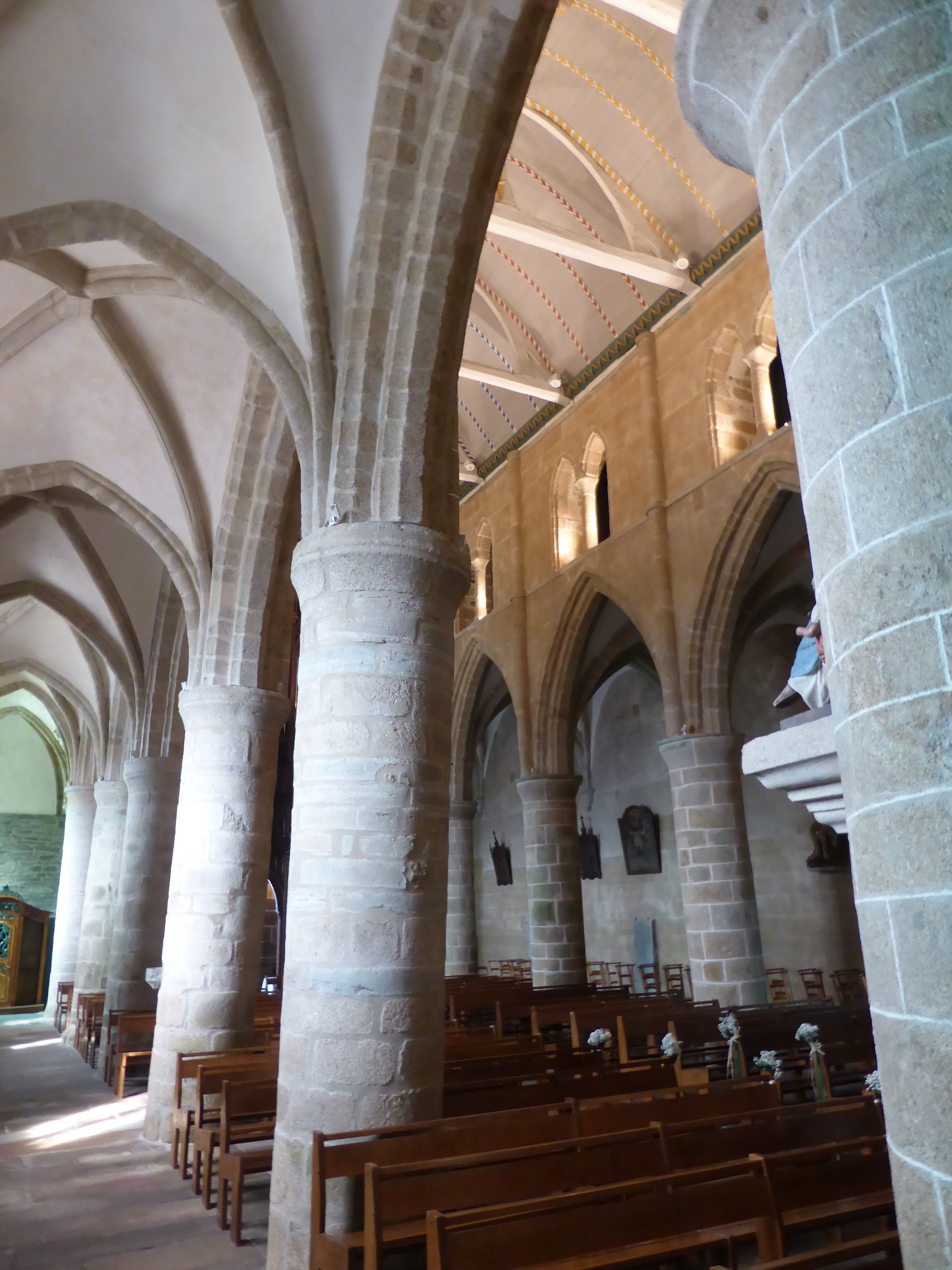
La nef vue des bas-côtés.

- Chapelle Saint Roch (XVe siècle)
- Chapelle du Rusquet.

## Personnalités liées au quartier
- Maria Prat, écrivain.
- Famille de Lannion
- Bernadette Cattanéo